# Oosteinde (Drenthe)
Pour les articles homonymes, voir Oosteinde.
Oosteinde est un village néerlandais de la commune de De Wolden, situé dans la province de Drenthe. Le 1er janvier 2009, la population s'élevait à 756 habitants.